# Лимит прописки
Лими́т пропи́ски — форма привлечения рабочей силы (в том числе организационный набор) на промышленные предприятия в крупных городах СССР, с предоставлением временной прописки в населенном пункте, где расположено предприятие. Практиковался в 1950—80-х годах. «Лимита́» (или «лими́тчики», «лими́тчицы») — общее название (зачастую пренебрежительное) людей, заключавших контракты с предприятиями по «лимиту прописки».